# Samuel David Luzzatto

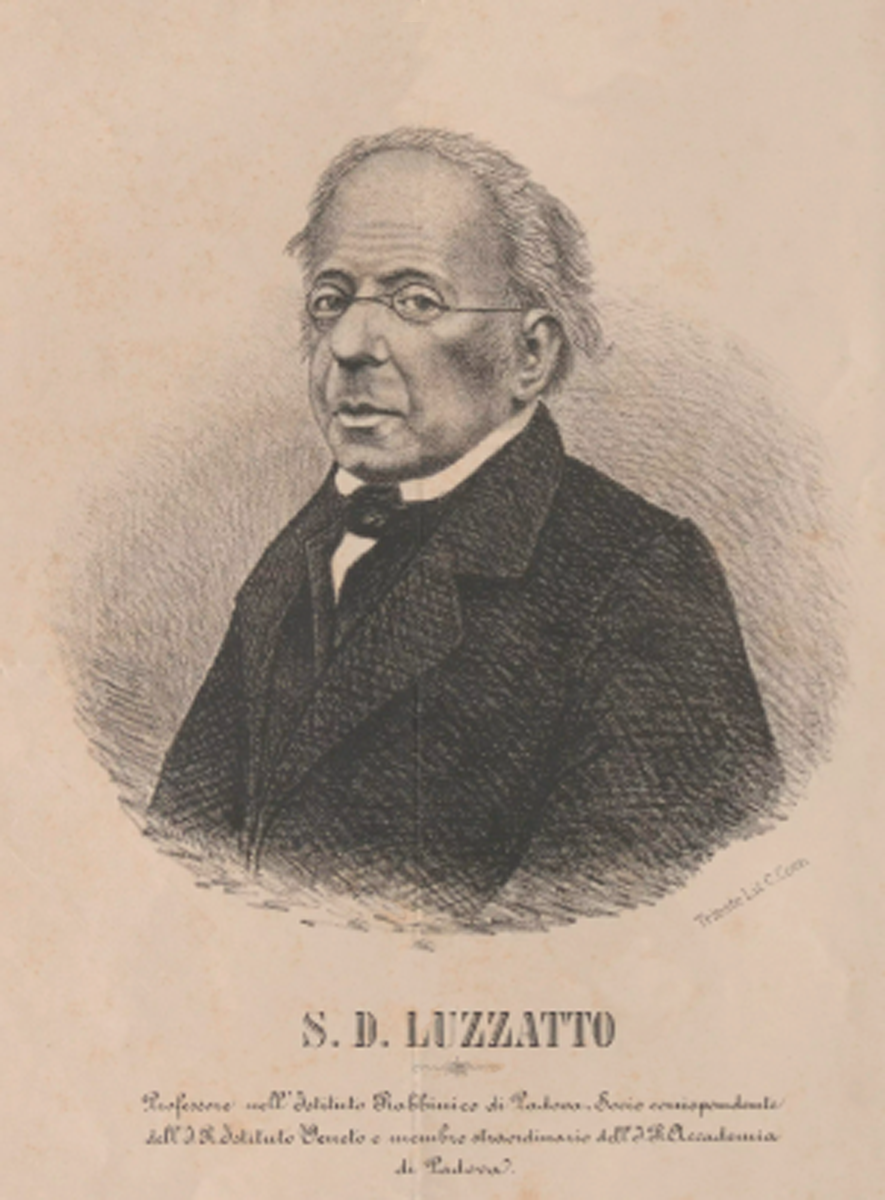
Bild von Samuel David Luzzatto (1800–1865)

Samuel David Luzzatto, auch unter seinem Akronym SchaDaL bekannt (* 22. August 1800 in Triest; † 30. September 1865 in Padua), war ein italienisch-jüdischer Gelehrter, Dichter und Aufklärer.

## Leben
Obwohl als Sohn eines jüdischen Drechslers geboren, wurde der hochbegabte Luzzatto schon früh in die Talmudschule seines Geburtsortes aufgenommen und erhielt Unterricht in der klassischen Talmudlehre sowie der Allgemeinbildung seiner Zeit. Er erhielt ab 1810 Deutsch- und Französischunterricht von Mayer Randegger. Vermutlich aus finanziellen Gründen musste er jedoch die Schule 1813 verlassen und setzte seine Studien zur Bibelauslegung und zur hebräischen Sprache als Autodidakt fort. Durch seine Übersetzungen, seine dichterische wie wissenschaftliche Begabung über Triest hinaus bekannt geworden, erhielt er 1821 den Auftrag für die Übersetzung des aschkenasischen Gebetbuchs ins Italienische. Während der folgenden Jahre arbeitete er unter anderem als Privatlehrer.
1829 wurde das Collegio Rabbinico Italiano in Padua gegründet, eines der ersten Rabbinerseminare. Luzzatto erhielt eine Berufung als Dozent für Theologie und Bibelkunde, hebräische Grammatik sowie jüdische Geschichte. In dieser Funktion wirkte er bis zu seinem Tod. Durch seine Bildung und sein Wirken zuvor war er auf die Aufgabe in den Jahren in Padua vorbereitet. Er beschäftigte sich ausführlich mit der hebräischen Sprache, dem Aramäischen und der jüdischen Literatur. Dafür sammelte er gemeinsam mit Kollegen in Europa alte Handschriften, was zur Wiederentdeckung der mittelalterlichen jüdischen Poesie führte. Er veröffentlichte als erster Gedichte von Jehuda ha-Levi, von denen 1864 eine Auswahl in Prag erschien („Diwan“). Seine Arbeiten als Übersetzer und Dozent wirkten sich als Begründung des Hebräischen als wissenschaftliche Sprache aus, welche in der Folgezeit zwar mehrfach weiterentwickelt wurden, ihm aber als wichtige Person des Judentums in Italien Bedeutung bis in die Gegenwart verschafft.
Seine Autobiographie erschien zunächst in Hebräisch als Fortsetzungsserie in der Zeitschrift Ha-Maggid 1858–1862, im Jahre 1882 erschien eine deutsche Buchausgabe.
Samuel David Luzzatto entstammte der Familie Luzzatto, welche mehrere Gelehrte hervorbrachte.

## Werke (Auswahl)
- Oheb Ger („Der den Proselyten liebt“), 1830, Monographie zum Targum Onqelos (der Titel weist auf die nichtjüdische Herkunft des Onqelos hin)
- Prolegomeni ad una grammatica ragionata della lingua ebraica, Padova: Tipografia e fonderia Cartallier, 1836
- Betulat Bat Jehuda, 1840 (über Jehuda Halevi)
- Abne Zikkaron („Gedenksteine“), 1841, Veröffentlichung hebräischer Grabinschriften von Toledo
- (als Herausgeber) Ausgabe des römischen Machsor, 1856
- Teologia Morale Israelitica, 1862
- Jesode ha-Tora („Grundlagen der Tora“), 1865
- Tal Orot („Tau der Lichter“), 1881 (Anthologie hebräischer Dichtung des Mittelalters)

Englische Ausgaben:
- The Book of Genesis. A Commentary by ShaDal. Aronson, Northvale (NJ) 1998, ISBN 0-7657-9993-6.
- Prolegomena to a Grammar of the Hebrew Language. Translated, annotated, and with additional material by Aaron D. Rubin. Gorgias Press, Piscataway (NJ) 2005, ISBN 1-59333-334-X.